# هانز هنريك أورستد
هانز هنريك أورستد (بالدنماركية: Hans-Henrik Ørsted)‏ مواليد 13 ديسمبر 1954 في الدنمارك، هو دراج دانمركي سابق. سبق أن شارك في دورة الألعاب الأولمبية الصيفية وفاز بميدالية أولمبية.

## الميداليات
| الميدالية | المسابقة                               |
| --------- | -------------------------------------- |
| ذهبية     | بطولة العالم للدراجات على المضمار 1984 |
| ذهبية     | بطولة العالم للدراجات على المضمار 1985 |
| ذهبية     | بطولة العالم للدراجات على المضمار 1987 |
| فضية      | بطولة العالم للدراجات على المضمار 1981 |
| فضية      | بطولة العالم للدراجات على المضمار 1982 |
| فضية      | بطولة العالم للدراجات على المضمار 1986 |
| برونزية   | بطولة العالم للدراجات على المضمار 1980 |
| برونزية   | بطولة العالم للدراجات على المضمار 1983 |

## روابط خارجية
- هانز هنريك أورستد على موقع أرشيف الدراجات (الإنجليزية)
- هانز هنريك أورستد على موقع إحصائيات الدراجات الإحترافية (الإنجليزية)
- هانز هنريك أورستد على موقع CycleBase (الإنجليزية)
- هانز هنريك أورستد على موقع أوليمبيديا (الإنجليزية)